# Pédagogie du dehors

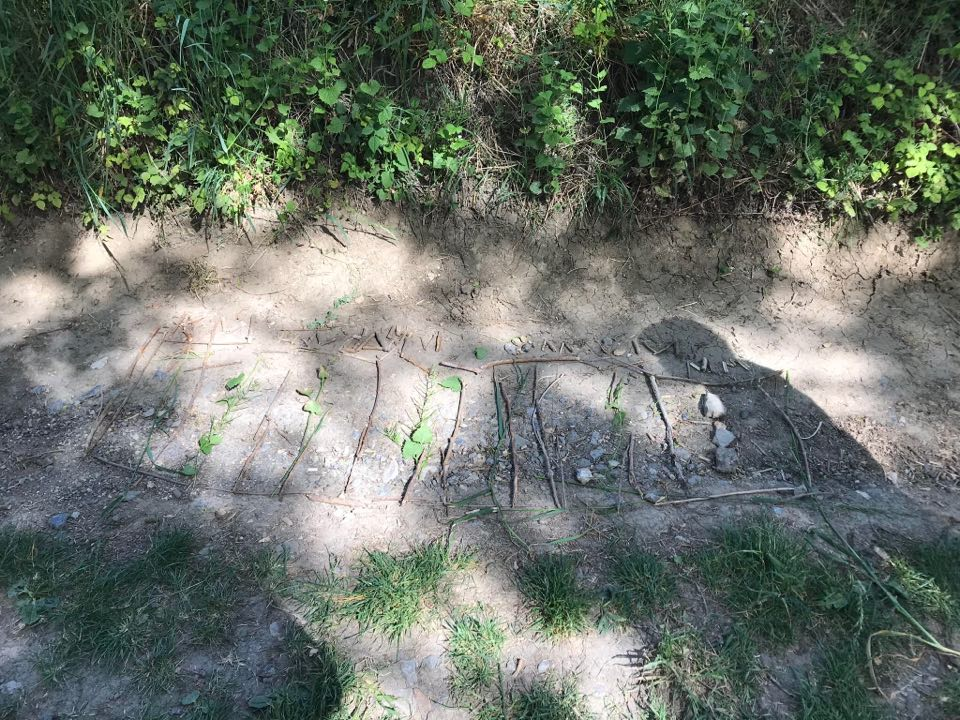
Abaque des aires réalisé avec des éléments naturels.

La pédagogie du dehors est une méthode d'enseignement à l'extérieur. 
Cette méthode a été imaginée par Ella Flatau au Danemark durant les années 1950, à la suite d'une saturation des écoles, et est maintenant utilisée dans beaucoup de pays,. Cette idée est basée sur les jardins d'enfants que le pédagogue allemand Friedrich Fröbel imagina auparavant. Selon elle, le fait de jouer dehors, passer la journée en forêt, grimper aux arbres, observer les changements de la nature... est un besoin primordial pour l'enfant. 
De nos jours, plus de 700 écoles maternelles danoises sont basées sur cette pédagogie au Danemark et des écoles basées sur cette méthodes sont créées en Allemagne, en Australie, en Nouvelle-Zélande, en Chine, au Japon, aux États-Unis, au Canada et dans d'autres pays du monde.
Du fait de la pandémie de Covid-19, de plus en plus d'enseignants remettent en question leur manière d'enseigner et se tournent vers la pédagogie du dehors afin de respecter au mieux la distanciation sociale entre les élèves,,.
La pédagogie du dehors, parfois aussi nommé plus largement « les pédagogies du dehors » puisqu'elles regroupent un large éventail de stratégies pédagogiques, est une approche de l’éducation relative à l’environnement. Elle peut se dérouler tant en milieux d’éducation formelle qu’en contexte éducatif non formel. Sauvé (1992) propose en outre la définition suivante pour parler de l’éducation plein air, soit une « éducation dans le milieu extérieur, au sujet du milieu extérieur et pour le milieu extérieur ». L’apprentissage en plein air favorise également l’utilisation d’approches et de stratégies pédagogiques liées à l’apprentissage expérientiel. 

## Objectifs

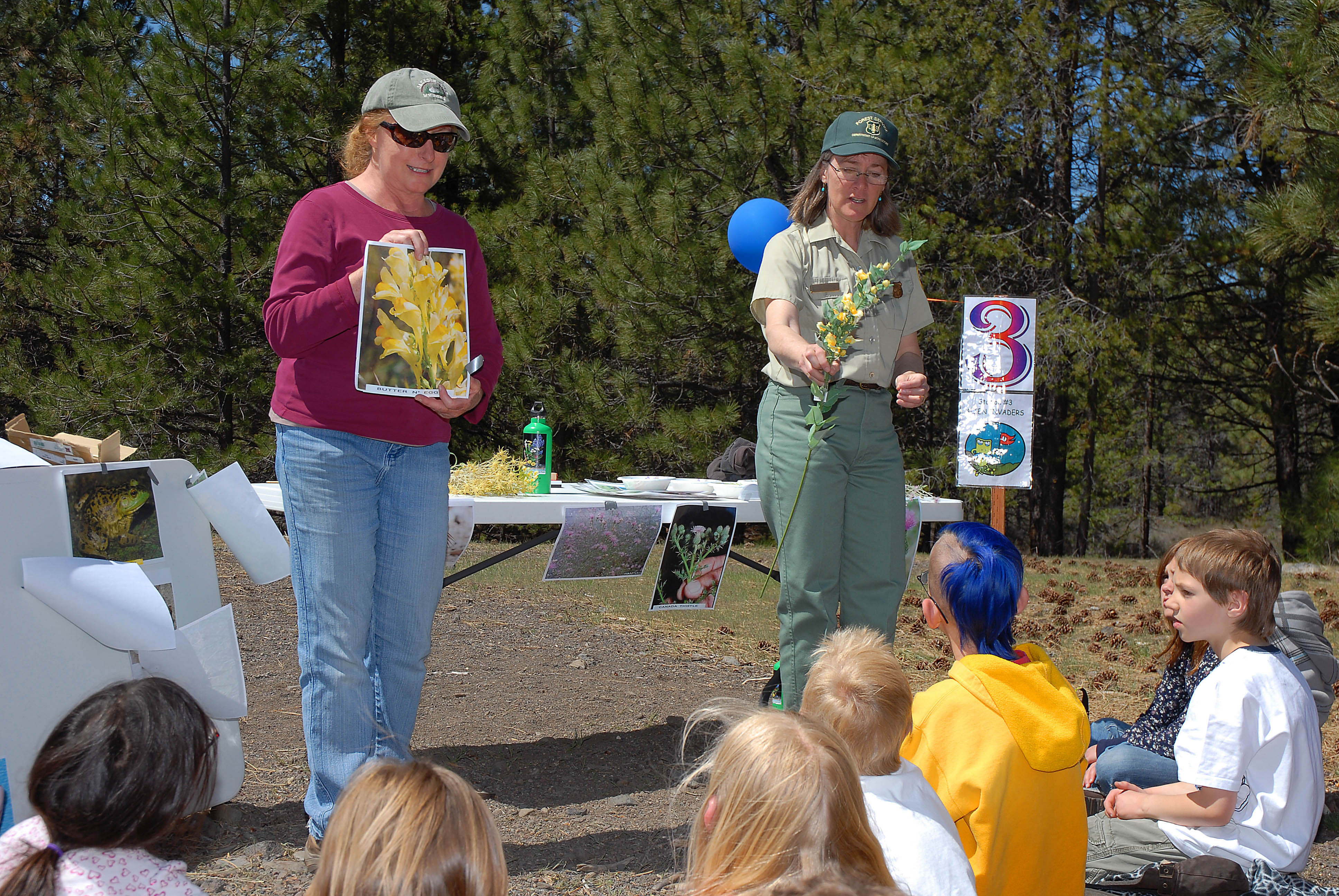
Pédagogie du dehors, dans la forêt nationale de Deschutes, en 2011.

Les objectifs de la pédagogie du dehors sont variées, différentes selon les enseignants.   
Cette méthode d'enseignement permet tout d'abord de motiver les élèves lors des apprentissages, élément primordial lors des apprentissages.  
De plus, grâce à cette méthodologie, les élèves apprennent dans l'environnement proche de l'école avec son corps en mouvement : ce contact avec l'extérieur permet de mieux connaitre le monde réel proche de l'école, qui les entoure et de construire une relation avec la nature. En effet, ils peuvent observer les plantes et les animaux et apprendre le nom de ceux-ci, observent les changements de la nature comme le temps et les températures ou encore les saisons, en utilisant des outils,... 
Ensuite, cette pédagogie permet de construire une relation avec la nature et de s'épanouir dans le monde qui nous entoure, élément important en réponse au déficit nature de plus en plus important chez les jeunes. 
Enfin, cette méthode permet de réduire le stress, de promouvoir de saines habitudes de vie et peut avoir des effets positifs sur le niveau d'activité physique durant les heures de classe.
Les enfants qui vont dehors régulièrement sont moins souvent malade et ont moins de risques d'avoir des maladies cardiovasculaires.

## Activités

### Sit Spot
Le Sit Spot est une activité où les enfants choisissent, identifient un lieu qu'ils apprécient et où ils se sentent bien. Plusieurs fois par mois voire par semaine, durant plusieurs dizaines de minutes, les enfants vont seuls à cet endroit pour y rester assis et observer ce qui les entoure. Cette pratique permet d'être pleinement présent avec ce qui nous entoure et de créer un lien fort avec la nature.
Après ce moment, les enfants partagent leurs histoires, leurs expériences, leurs ressentis au grand groupe.

## Politique et législation
Les pays ont légiféré autour des choses que l'on peut faire à l'extérieur ou non, notamment pour se promener sur des sentiers publics, dans des prairies ou forêts, réaliser des feux... Certains comme l'Écosse ont mis un cadre dans l'enseignement.

### Belgique
En Belgique, les promenades sur les sentiers et dans les forêts sont autorisées. Sur les terrains privés qui ne sont pas accessibles grâce à un sentier, il faut demander l'accord au propriétaire pour pouvoir y accéder et, dans les forêts publiques, il vaut mieux demander l'accord de l'agent DNT (Division Nature et forêt).
Dans les lieux publics (en forêt), les feux ne sont autorisés que dans les bivouacs autorisés à cet effet et contacter l'agent DNT est nécessaire. Dans les lieux privés, il faut demander une autorisation au propriétaire du lieu.

### Danemark
Au Danemark, à la suite d'un nombre grandissant d'élèves allant à l'école et une saturation de celles-ci, Ella Flatau et d'autres personnes se lancent dans la création d'écoles de la forêt. Elles sont aujourd'hui au nombre de 700. Le gouvernement danois soutient tout de suite ces projets et deux tiers d'entre-elles sont prises en charge par les municipalités.

### Écosse
En Écosse, enseigner à l'extérieur est inscrit au programme officiel. Le ministère écossais de l'éducation a d'ailleurs réalisé une série de revues ministérielles détaillant quelques activités pouvant être menées grâce à la pédagogie du dehors.

### France
Le 23 avril 2021, le ministre français de l'éducation nationale, Jean-Michel Blanquer, a envoyé un courriel, dans lequel tous les enseignants du primaire étaient notamment invités à faire davantage classe dehors : « Le printemps nous offre davantage de possibilités pour trouver des solutions ou pour adopter des alternatives aux enseignements en classe : je vous invite à vous en saisir. Vous pourrez notamment conduire davantage d’activités ou faire cours en extérieur. Les classes en plein air sont bénéfiques sur le plan sanitaire, et elles le sont aussi sur le plan éducatif. À cet effet, des ressources seront mises à votre disposition. » À la suite de ce message, le réseau Canopé a rapidement publié un premier kit : « Les essentiels pour faire classe dehors ».

### Québec
Bien qu'il y ait un intérêt grandissant chez le personnel enseignant dans la province, la pédagogie du dehors demeure absente des politiques et programmes scolaires québécois. 